# Ferrières (Meurthe-et-Moselle)
Ferrières település Franciaországban, Meurthe-et-Moselle megyében. Lakosainak száma 344 fő (2022. január 1.). Ferrières Coyviller, Haussonville, Rosières-aux-Salines, Saffais, Tonnoy és Velle-sur-Moselle községekkel határos.

## Népesség
A település népességének változása:
| Lakosok száma | 146  | 209  | 253  | 273  | 299  | 303  | 296  | 301  | 313  | 344  |
|               | 1968 | 1982 | 1990 | 2006 | 2013 | 2015 | 2017 | 2019 | 2020 | 2022 |